# سیارک ۱۵۹۲۹
سیارک ۱۵۹۲۹ (به انگلیسی: 15929 Ericlinton، نامگذاری:1997WQ11) پانزده هزار و نهصد و بیست و نهمین سیارک کشف شده‌است که در ۲۲ نوامبر ۱۹۹۷ کشف شد.
قدر مطلق سیارک برابر ۲۸.۲ است.